# Équerrette

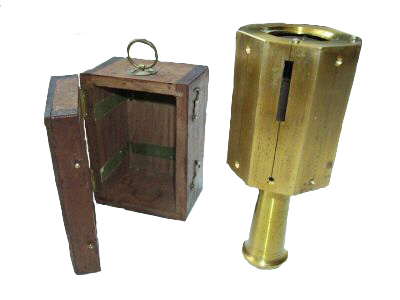
Équerrette de la fin du XIXe siècle.

Une équerrette ou « équerre de géomètre » est un instrument de topographie aujourd'hui désuet.
On s'en sert lors d'implantations afin de définir sur le terrain une « ligne à angle droit » par rapport à une autre ligne généralement matérialisée par deux jalons.
On l'appelle surtout « équerre à prisme », ou équerre optique.